# Prix Montyon
Il Prix Montyon è un premio letterario assegnato dall'Académie française.

## Più noti e più recenti vincitori
- 1820 - Jean Guénisset (premio di virtù)
- 1829 - Louise Scheppler (premio di virtù)
- 1835 - Alexis de Tocqueville
- 1848 - Joseph Autran
- 1865 - Numa Denis Fustel de Coulanges
- 1872 - Jules Verne
- 1889 e 1893 - René Bazin
- 1893 - Charles Richet
- 1894 - Hector Malot
- 1897 - Eugénie Bonnefois
- 1898 - André Bellesort
- 1903 - Henry Bordeaux
- 1903 - Jean Henry Fabre
- 1907 - Josephin Peladan
- 1909 - Charles Nicolle
- 1912 e 1919 - Jean Giraudoux
- 1918 - Ricciotto Canudo
- 1921 - Henry de Montherlant
- 1922 - Louis Brehier
- 1925 - Etienne Souriau
- 1928 - Jean Guehenno
- 1940 - Germaine Acremant, La route mouvante
- 1949 - André Giroux, Au-delà des visages
- 1970 - Antoine de La Garanderie, La Valeur de l'ennui
- 1971 - Gaston Bouthoul, L'infanticide différé
- 1972 - Adalbert Hamman, La vie quotidienne des premiers chrétiens
- 1973 - Odette Jahan, De l'amour à l'amour
- 1973 - Leuret-Dupanloup, Le cœur de saint Vincent de Paul
- 1973 - Prosper Olmière, Galamus. Le roman d'un ermite
- 1973 - Olivier Clément, Questions sur l'homme
- 1973 - L'abbé Combaluzier, Dieu demain
- 1974 - Jacques Duquesne, Les 13-16 ans
- 1974 - Jean Brun, La nudité humaine
- 1975 - Anne-Marie Goulinat, Jean-Gabriel Goulinat, sa vie, sa carrière
- 1975 - Jean Portail, Savoir mourir
- 1976 - René Nelli, La philosophie du Catharisme
- 1977 - Ginette Raimbault, L'Entretien avec l'enfant
- 1977 - Béatrice Didier, Un dialogue à distance: Gide et du Bos
- 1977 - Isle Barande, Histoire de la psychanalyse en France
- 1977 - Édith Lesprit, L'Enfer d'où je viens: le Bangladesh
- 1977 - Emmanuela Kretzulesco, Les jardins du songe "Poliphie" et la Mystique de la Renaissance
- 1978 - Roger Bouyssou, La singulière route de J.-K. Huysmans
- 1978 - A.-Cocagnac, Aujourd'hui l'Inde spirituelle
- 1978 - Aibecker, L'appel des Béatitudes. A l'écoute de saint Augustin
- 1978 - Jean Lebeau, Salvator Mundi, l'exemple de Joseph dans le théâtre allemand au XVIe siècle
- 1978 - Georges Sonnier, Le secret des sources
- 1979 - Jean-Marie Benjamin, L'Octobre romain de Jean-Paul II
- 1980 - Jean Delumeau, Histoire vécue du peuple chrétien
- 1981 - René Laurentin, Vie authentique de Catherine Labouré
- 1982 - Michel Dupuy, Itinéraire spirituel de Jean-Jacques Olier
- 1982 - Yves Congar, Diversités et communion
- 1984 - Bertrand de Margerie, Introduction à l'histoire de l'exégèse
- 1985 - Simone Pétrement, Le Dieu séparé, les origines du gnosticisme
- 1985 - Jean-Pierre Hiver-Bérenguier, Constance de Rabastens. Mystique de Dieu et de Gaston Fébus
- 1985 - Isabelle Bonnot, Hérétique ou saint ? Henry Arnauld, évêque janséniste
- 1986 - Gabrielle Chevassus, Mon Dieu vers qui je cours
- 1987 - António Fonseca, La rage de survivre
- 1987 - André David, Compte à rebours avec Dieu
- 1988 - Édouard Bled, J'avais un an en 1900
- 1989 - Alain Carpentier, Le Mal universitaire, diagnostic et traitement
- 1990 - Bernard Montagnes, Exégèse et obéissance, Correspondance Cormier-Lagrange
- 1990 - Élisabeth Behr-Sigel, Le lieu du cœur
- 1990 - Pierre Lauzeral, Une femme qui sut aimer, Thérèse d'Avila
- 1991 - Xavier Tilliette, Le Christ de la philosophie
- 1992 - Alain de Libera, Albert le Grand et la Philosophie (Vrin)
- 1993 - Jean Onimus, Étrangeté de l'art
- 1993 - Lycée Bergson d'Angers, Regards sur Henri Bergson
- 1994 - Guillemette de Sairigné, Tous les dragons de notre vie
- 1994 - Geneviève Boll, Parler d'écrire
- 1995 - François Saint-Pierre, France, sois ce que tu es (Pierre Téqui éditeur)
- 1996 - Dominique-Marie Dauzet, Petite vie de saint Norbert (Desclée de Brouwer)
- 1998 - Jean-Marie Moine, René Boudot, Le feu sacré. Un ouvrier chrétien du Pays-Haut (Serpenoise)
- 1999 - Lambros Couloubaritsis, Histoire de la philosophie ancienne et médiévale
- 2000 - Alexandre Jollien, Éloge de la faiblesse
- 2001 - Alberte van Herwynen, L'Arpenteur des Lumières
- 2002 - René Guitton, Si nous nous taisons… Le martyre des moines de Tibhirine
- 2003 - Michèle-Irène Brudny, Karl Popper, Un philosophe heureux
- 2004 - Joël Bouessée, Du côté de chez Gabriel Marcel
- 2004 - Jacques Julliard, Le choix de Pascal
- 2005 - Henri Hude, L'Éthique des décideurs
- 2006 - Renaud Girard, Pourquoi ils se battent. Voyage dans les guerres du Moyen-Orient
- 2007 - Marie-Frédérique Pellegrin, Le système de la loi de Nicolas Malebranche (Vrin)
- 2008 - Jean-François Mattéi, Le Regard vide (Flammarion)
- 2009 - Myriam Revault d'Allonnes, L'Homme compassionnel (Seuil)
- 2010 - William Marx, Vie du lettré (Minuit)
- 2011 - Stéphane Chauvier, Le Sens du possible (Vrin)
- 2012 - Bérénice Levet, Le Musée imaginaire d'Hannah Arendt (Stock)
- 2013 - Anca Vasiliu, Images de soi dans l’Antiquité tardive (Vrin)
- 2014 - Fabrice Wilhem, L’Envie. Une passion démocratique au XIXe siècle (PU Paris-Sorbonne)
- 2015 - Nathalie Heinich, Le Paradigme de l’art contemporain. Structures d’une révolution artistique
- 2016 - Hervé Gaymard, Bonheurs et grandeur. Ces journées où les Français ont été heureux
- 2017 - Denis Lacorne, Les Frontières de la tolérance
- 2018 - Gilles Lipovetsky, Plaire et toucher. Essai sur la société de séduction
- 2019 - Olivia de Lamberterie, Avec toutes mes sympathies
- 2020 - Isabelle Mordant, Mystère de la fragilité[1]
- 2021 - Jean Seidengart, L'Univers infini dans le monde des Lumières[2]
- 2022 - Neil MacGregor, À monde nouveau, nouveaux musées. Les musées, les monuments et la communauté réinventée
- 2023 - Olivier Roy, L’Aplatissement du monde. La crise de la culture et l’empire des normes[3]